# Дозорцев Федір Іванович
Федір Іванович Дозорцев (рос. Фёдор Иванович Дозорцев; 25 травня 1923, Борки — 22 червня 1992) — радянський офіцер, Герой Радянського Союзу.

## Біографія
Народився 24 травня 1922 року в селі Борках (тепер Викуловського району Тюменської області) в сім'ї селянина. Росіянин. Закінчив 10 класів школи і два курси педагогічного інституту. Працював учителем неповної середньої школи на батьківщині.
У жовтня 1939 року призваний до лав Червоній Армії. У липні 1941 року закінчив Талліннське військове піхотне училище. В боях німецько-радянської війни з липня 1941 року. Воював командиром батареї 120-міліметрових мінометів на Ленінградському фронті і в Приморській оперативній групі. У січні 1943 року закінчив курси «Постріл» в місті Свердловську і до квітня 1943 року був викладачем на курсах вогневої підготовки. Потім воював командиром мотострілецького батальйону на Брянському і 1-му Українському фронтах. Член ВКП(б) з 1943 року. В боях був тричі поранений.
Брав участь:
- в 1941–1942 роках — в оборонних боях в Естонії в районі міст Тарту, Нарви, на Оранієнбаумському плацдармі на підступах до Ленінграда;
- в 1943 році — в боях на Орловсько-Курській дузі, у визволенні міст Карачева, Почепа, Унечі;
- в 1944 році — в Проскурівсько-Чернівецькій операції, у тому числі в боях за міста Волочиськ та Кам'янець-Подільський, в Львівсько-Сандомирської операції, у відвоюванні Львова і в боях на Сандомирському плацдармі;
- в 1945 році — у Вісло-Одерської операції, в тому числі у зайнятті міст Кельці, Пйотркува, в форсуванні Одера і боях на плацдармі, у боях на річці Нейсе, в битві за Берлін, у звільненні Праги.

Командир 3-гомотострілецького батальйону 29-ї гвардійської Унечської мотострілецької бригади 10-го гвардійського Уральсько-Львівського Добровольчого танкового корпусу 4-ї танкової армії капітан Дозорцев відзначився в боях при форсуванні річки Одеру. 26 січня 1945 року батальйон під його командуванням на підручних засобах одним з перших форсував річку біля населеного пункту Таркедорф (6 км на південь від міста Штейнау, нині Сьцінава, Польща), захопив плацдарм і завдав ворогові значних втрат у живій силі і техніці.
Указом Президії Верховної Ради СРСР від 10 квітня 1945 року за зразкове виконання бойових завдань командування на фронті боротьби з німецько-фашистськими загарбниками і проявлені при цьому мужність і героїзм гвардії капітану Дозорцеву Федору Івановичу присвоєно звання Героя Радянського Союзу з врученням ордена Леніна і медалі «Золота Зірка» (№ 6019).
З 1945 по 1951 рік служив у складі Групи радянських військ у Німеччині заступником командира навчального батальйону в 10-й гвардійській танковій дивізії, командиром мотострілецького батальйону та заступником командира 20-го гвардійського мотострілецького полку в 25-ї гвардійської танкової дивізії 4-ї гвардійської механізованої армії. У 1955 році закінчив Військову академію імені М. В. Фрунзе. У 1955–1959 роках служив в Сибірському військовому окрузі командиром 448-го і 445-го мотострілецьких полків 67-ї мотострілецької дивізії. У 1959–1969 роках служив у Закавказькому військовому окрузі командиром 124-го мотострілецького полку та заступником командира з тилу 127-ї мотострілецької дивізії. У 1969–1979 роках — у Центральній групі військ (Міловиці, Чехія) та Київському військовому окрузі заступником командира з тилу 15-ї гвардійської танкової та 47-ї мотострілецької дивізій.

З жовтня 1979 року полковник Ф. І. Дозорцев — в запасі. Жив у Києві. Помер 22 червня 1992 року. Похований в Києві на Байковому кладовищі.

## Відзнаки
Нагороджений орденом Леніна (10 квітня 1945), двома орденами Червоного Прапора (30 квітня 1944; 6 червня 1944), орденами Олександра Невського (15 квітня 1945), Вітчизняної війни 1-го ступеня (6 квітня 1985), Червоної Зірки (6 серпня 1943), «За службу Батьківщині в ЗС СРСР» 3-го ступеня (30 квітня 1975), медалями «За бойові заслуги» (15 листопада 1950), «За оборону Ленінграда», «За взяття Берліна», «За визволення Праги», «За перемогу над Німеччиною», чехословацьким хрестом.
Почесний громадянин міста Волочиська Хмельницької області.

## Вшанування пам'яті
Іменем Федора Дозорцева у місті Викуловому Тюменської області названа вулиця.